# 名古屋大学大学院国際開発研究科
名古屋大学大学院国際開発研究科（なごやだいがくだいがくいんこくさいかいはつけんきゅうか、英称：Graduate School of International Development (GSID)）は、名古屋大学大学院に設置される研究科の一つである。

## 概要
名古屋大学大学院国際開発研究科は、環太平洋地域の国際協力等に関する独立研究科として、1991年に設立された。初代研究科長は小川英次。グローバリゼーションに伴う問題群に関する研究等をミッションとして掲げている。

## 沿革
- 1991年 - 名古屋大学に国際開発研究科を設置。国際開発専攻を開設[1]。
- 1992年 - 国際協力専攻を開設[1]。
- 1993年 - 国際コミュニケーション専攻を開設[1]。
- 2017年 - 国際コミュニケーション専攻を名古屋大学大学院文学研究科と統合し廃止[1]。
- 2018年 - 国際開発協力専攻のみの1専攻制に改組[1]。

## 大学院国際開発研究科
プログラム
- 経済開発政策・マネジメント
- 平和とガバナンス
- 包摂的な社会と国家
- 教育と人材開発
- 貧困と社会政策
- グローバルリーダー・キャリアコース（5つのプログラムから履修生を選抜）
- グローバル人材育成特別課程（1年修了）

## 著名な出身者
- 阪口直人 - 元衆議院議員、元インターバンド事務局長
- サイカインミョートゥン - ミャンマー国民統一政府教育副大臣、元ヤンゴン外国語大学教授
- トルクンベック・アブディグロフ - 元キルギス中央銀行総裁、元キルギス共和国第一副首相
- パラノビチ・ノルバート - 元駐日ハンガリー大使、元名古屋大学客員教授
- 戸田隆夫 - 元国際協力機構上級審議役、沖縄科学技術大学院大学COO、明治大学特別招聘教授
- 阿古智子 - 社会学者、東京大学教授、現代中国学会理事長
- 小山田英治 - 政治学者、同志社大学教授、元国連東ティモール・ミッション事務総長特別副代表補佐官、日本国際開発学会特別賞
- 島田弦 - 法学者、名古屋大学教授
- 竹内規彦 - 経営学者、早稲田大学教授、経営行動科学学会会長
- 塚原信行 - 社会言語学者、京都大学教授
- 中村彰憲 - 経営学者、立命館大学教授、元日本デジタルゲーム学会会長
- 中村智彦 - 経営学者、神戸国際大学教授
- 野田真里 - 経済学者、茨城大学教授
- 四本健二 - 法学者、神戸大学教授、カンボジア王国友好勲章
- 田中孝宜 - 元NHKチーフアナウンサー